# Luigi Maggi
Luigi Maggi (Torino, 21 dicembre 1867 – Torino, 22 agosto 1946) è stato un attore e regista italiano del cinema muto, uno dei pionieri del cinema italiano.

## Biografia
Cominciò a lavorare prima come tipografo all'UTET, poi come attore presso il teatro Piémont, e divenne capo di una filodrammatica dialettale alla Camera del Lavoro della sua città. Nel 1906 conobbe Arturo Ambrosio, che lo assunse presso la casa cinematografica da lui fondata, la Ambrosio Film, a 100 lire al mese, e nella compagnia, Maggi svolse il lavoro di attore, regista, sceneggiatore e direttore artistico.
L'esordio avvenne nel 1907, ma il successo arrivò l'anno seguente con il film Gli ultimi giorni di Pompei, diretto insieme ad Ambrosio, a cui fecero seguito altre pellicole dello stesso genere come Nerone e Luigi XI, re di Francia, entrambi del 1909. In molti suoi film comparve anche nel ruolo di attore come in Nozze d'oro del 1911.
Dal 1914 lavorò anche per varie case cinematografiche nazionali tra le quali vi furono la Leonardo Film (Il fornaretto di Venezia, in cui diresse Paola Pezzaglia), la Itala Film, la Film d'Arte Italiana, la Rosa Film e la Caesar Film. In queste compagnie girò film anche come attore diretto da altri registi, come avvenne in Maciste alpino (1916) e Lasciate fare a Niniche (1919).
Suo ultimo film da regista e di successo fu girato nel 1924 dal titolo La bambola vivente, tra i primissimi esempi di film fantascientifico in Italia. Da allora si ritirò dal cinema dedicandosi all'attività teatrale e alla realizzazione di commedie in ambito radiofonico.

## Filmografia parziale

### Attore
- Romanzo di un derelitto, regia di Roberto Omegna (1906)
- La figlia di Jorio (1911)
- Abele fratricida (1912)
- Maciste alpino, regia di Giovanni Pastrone (1916)
- La vagabonda, regia di Musidora ed Eugenio Perego (1918)
- Papà mio, mi piaccion tutti!, regia di Eugenio Perego (1918)
- Rocambole, regia di Giuseppe Zaccaria (1919)
- Fiamma simbolica, regia di Eugenio Perego (1919)
- Lucie de Trecoeur, regia di Camillo De Riso e Augusto Genina (1922)
- Viaggio di nozze in sette, regia di Leopoldo Carlucci (1928)

### Regista
- Le farfalle (1906)
- Vendetta di pagliaccio, co-regia con Ernesto Maria Pasquali (1907)
- Il conte di Montecristo (1908)
- Gli ultimi giorni di Pompei, co-regia con Arturo Ambrosio (1908)
- Signori ladri (1909)
- Il figlio delle selve (1909)
- Il diavolo zoppo (1909)
- Amore e patria (1909)
- Galileo Galilei (1909)
- Luigi XI, re di Francia (1909)
- Torquato Tasso (1909)
- Spergiura!, co-regia con Arturo Ambrosio (1909)
- Nerone, regia e interpretazione (1909)
- L'ostaggio (1909)
- Il piccolo vandeano (1909)
- La ballata della strega (1910)
- Il pianoforte silenzioso (1910)
- Petit Louis d'Or (1910)
- La più forte (1910)
- Estrellita (1910)
- Il corriere dell'imperatore (1910)
- La presa di Saragozza (1910)
- La stanza segreta, co-regia con Giuseppe Gray e interpretazione (1910)
- Il guanto (1910)
- Il segreto del gobbo (1910)
- La fucina, regia e interpretazione (1910)
- La vergine di Babilonia (1910)
- Alibi atroce, regia e interpretazione (1910)
- Il segreto della fidanzata (1910)
- Il danaro di Giuda  (1910)
- Lo schiavo di Cartagine, co-regia con Arturo Ambrosio e interpretazione (1910)
- Didone abbandonata (1910)
- Il granatiere Roland (1911)
- Sisto V (1911)
- Il debito dell'Imperatore (1911)
- La fiaccola sotto il moggio (1911)
- La tigre (1911)
- La regina di Ninive, regia e interpretazione (1911)
- Gulnara, regia e interpretazione (1911)
- Nozze d'oro, regia e interpretazione (1911)
- Il convegno supremo (1911)
- Il sogno di un tramonto d'autunno (1911)
- Thomas Chatterton (1912)
- La Gioconda (1912)
- La nave dei leoni (1912)
- Satana (1912)
- La figlia di Zazà (1913)
- Fricot e la statua (1913)
- Fricot cantastorie (1913)
- Il bersaglio vivente, regia e interpretazione (1913)
- L'uomo giallo (1913)
- Il notturno di Chopin (1913)
- Il barbiere di Siviglia (1913)
- Le nozze di Figaro (1913)
- Delenda Carthago! (1914)
- Il fornaretto di Venezia (1914)
- Il leone di Venezia (1914)
- La cantoniera n. 13, regia e interpretazione (1919)
- La gibigianna (1919)
- Cuor di ferro e cuor d'oro, co-regia con Dante Cappelli (1919)
- La danza delle ore (1920)
- Figuretta (1920)
- Gens nova (1920)
- Il giro del mondo di un birichino di Parigi (1921)
- Angeli e demoni (1921)
- La lanterna di Diogene, regia e interpretazione (1922)
- La ruota del falco (1922)
- Ali spezzate (1923)
- La bambola vivente (1924)

## Prosa radiofonica EIAR
- La damigella di Bard , di Salvator Gotta, con Medea Fantoni, Franco Becci, Leo Garavaglia, Thea Calabretta, Mario Riva, Guido Barbarisi, Edoardo Borelli, Sara Ridolfi, Tina Mannozzi, Amalia Pellegrini, Felice Romano, regia di Luigi Maggi, sabato 25 novembre 1939, primo programma ore 21.